# 貝爾克里克鎮區 (愛荷華州保厄希克縣)
貝爾克里克鎮區（英語：Bear Creek Township）是位於美國愛荷華州保厄希克縣的一個行政鎮區。

## 地方資料
根據2010年美國人口普查的數據，貝爾克里克鎮區的面積為93.86平方千米，當中陸地面積為93.79平方千米，而水域面積為0.07平方千米。當地共有人口1820人，而人口密度為每平方千米19.39人。